# Без страха и упрёка
«Без страха и упрёка» — советский детский художественный фильм.

## Сюжет
Московские мальчишки Вадик (Виктор Глазков), Юра (Николай Бурляев) и девчонка Тоша (Алла Витрук) находят деньги, потерянные в московской сутолоке одним из командированных.

## В ролях
- Николай Бурляев — Юра Сорокин
- Алла Витрук — Тоша
- Виктор Глазков — Вадик Коваль
- Савелий Крамаров — Светик Савёлов (Сова)
- Николай Волков — отец Тоши
- Людмила Марченко — Лена, сестра Тоши
- Лев Золотухин — отец Вадика и Коли
- Марианна Стриженова — мама Вадика и Коли
- Эммануил Геллер — кукольник
- Лидия Королёва — продавщица мороженого в цирке
- Елена Максимова — дворничиха
- Клавдия Шинкина — мать Юры
- Анатолий Юшко — Репнин
- Николай Кодин — Коля
- Владимир Лебедев — дед в сберкассе и на ипподроме
- Елена Кононенко — учительница
- Николай Парфёнов — капитан милиции
- Кларина Фролова-Воронцова — Марфа Алексеевна
- Юрий Никулин — камео

## Съёмочная группа
- Режиссёр-постановщик: Александр Митта
- Сценаристы: Илья Нусинов, Семён Лунгин
- Оператор: Герман Шатров
- Композитор: Никита Богословский
- Художник: Виталий Гладников